# Mixon Rocks
Der Mixon Rocks sind Felsvorsprünge im ostantarktischen Viktorialand. In den Allan Hills ragen sie 4 km westlich des Gadarene Ridge auf.
Wissenschaftler des New Zealand Antarctic Research Program erkundeten sie im Rahmen einer 1964 durchgeführten Expedition zu den Allan Hills. Sie benannten sie nach Leutnant William A. Mixon von der United States Navy, der als zuständiger Mediziner auf der McMurdo-Station ein verletztes Mitglied der Expedition behandelt hatte.